# Synolcus spinosus
Synolcus spinosus là một loài ruồi trong họ Asilidae. Synolcus spinosus được Londt miêu tả năm 1980. Loài này phân bố ở vùng nhiệt đới châu Phi.